# Ligne de tramway de Boulogne-sur-Mer au Portel
La ligne de Boulogne-sur-Mer au Portel est une ancienne ligne du tramway de Boulogne-sur-Mer qui reliait Boulogne-sur-Mer au Portel entre 1900 et 1940. La ligne était à l'origine concédée aux Chemins de fer économiques du Nord (CEN) appartenant au Groupe Empain comme le réseau de tramway de Boulogne-sur-Mer. 

## Histoire

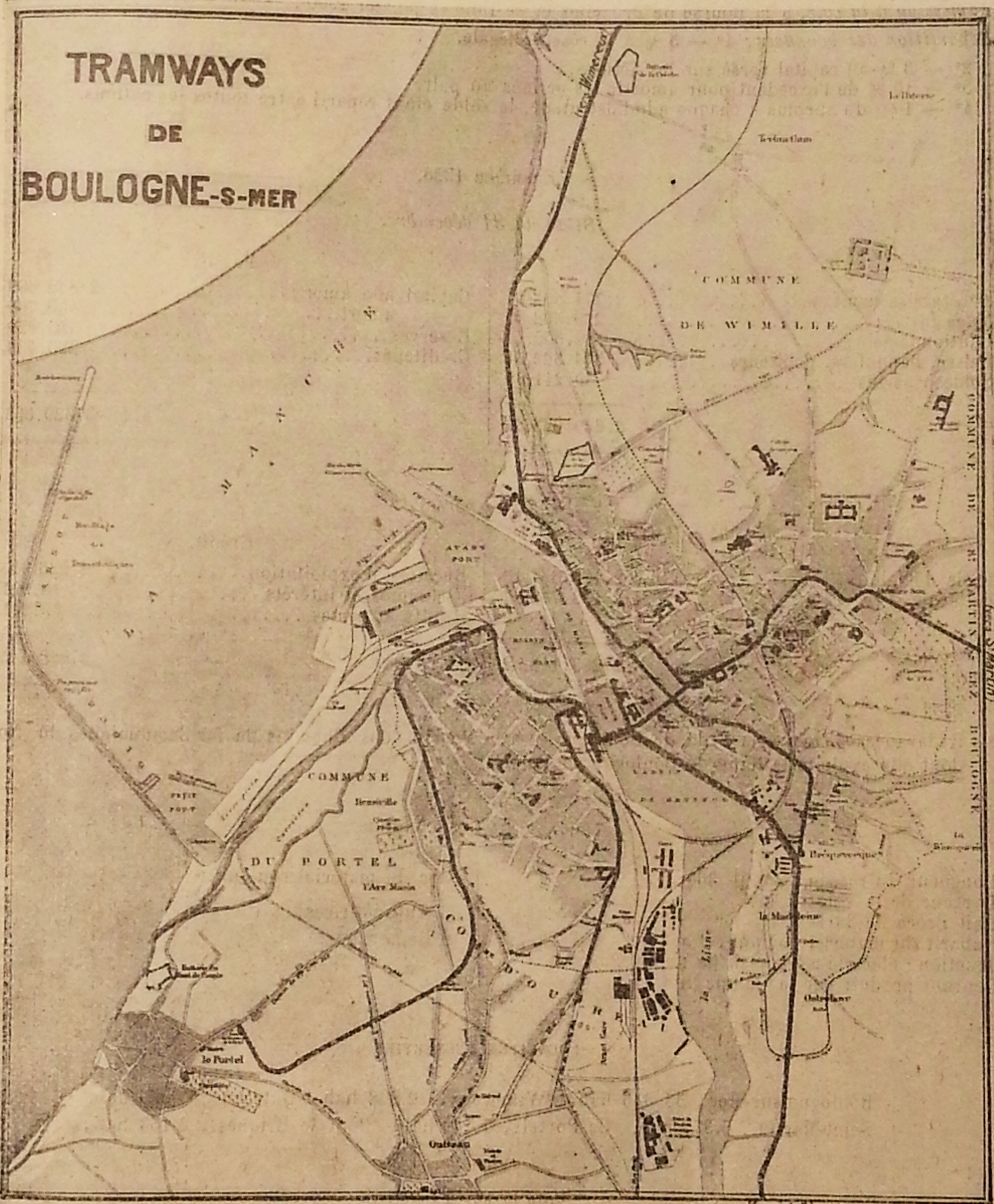
Plan du réseau de tramway de Boulogne-sur-Mer et de la ligne de Boulogne au Portel en 1928.

La ligne est mise en service le 16 août 1900, elle relie Boulogne au Portel. Elle est fermée en 1940.

## Exploitation
La ligne est dès sa mise en service exploitée par la Société des tramways électriques de Boulogne-sur-Mer (TEB) bien que la concession d'exploitation n'est officiellement faite qu'en mai 1902.

## Infrastructure

### Voies et tracé

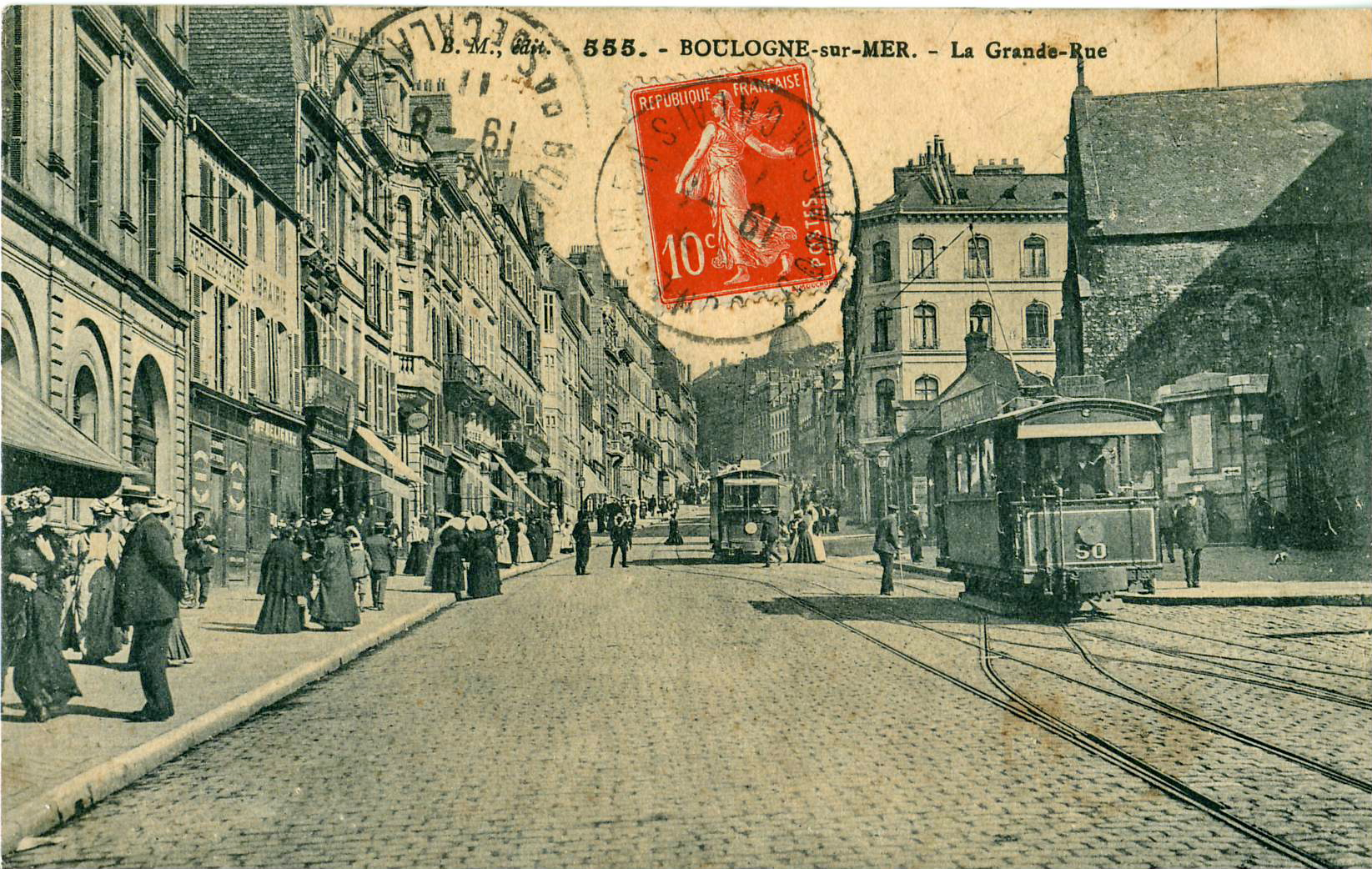
Vers 1911, motrice 50 au terminus de la place Dalton à Boulogne-sur-Mer.

La voie est à l'écartement métrique. Depuis le terminus de la place Dalton, la ligne emprunte les voies du réseau de tramway de Boulogne sur 1 500 mètres jusqu'à la gare de Boulogne-Ville (quai Chanzy), elle continue ensuite en site banal puis en site séparé jusqu'au terminus de la gare du Portel[réf. souhaitée].

### Arrêts
La ligne ne compte que 2 arrêts avec des bâtiments, au terminus du Portel comportant une gare (type 1a) et l'arrêt d'Outreau Ave-Maria comportant une aubette (type 2), ces 2 bâtiments étant des modèles standardisés également employés sur les autres lignes du Nord et du Pas-de-Calais. À Boulogne, la ligne passe devant la gare de Boulogne Ville (quai Chanzy) où elle assure la correspondance avec la Compagnie des chemins de fer du Nord et la ligne de Boulogne à Bonningues (concession CEN).
Liste des bâtiments voyageurs
Type : type de bâtiment standardisé, voir CEN, section arrêts pour la description des modèles standardisés d'arrêts.
| Illustration | Nom               | Arrêt   | Ville     | Type | Remarques                                             |
| ------------ | ----------------- | ------- | --------- | ---- | ----------------------------------------------------- |
|              | Le Portel         | Gare    | Le Portel | 1a   | Façade latérale côté sud différente du type standard. |
|              | Outreau Ave-Maria | Station | Outreau   | 2    |                                                       |

### Alimentation électrique
La ligne est dès l'origine électrifiée aux mêmes normes que pour le réseau des TEB.

## Matériel roulant

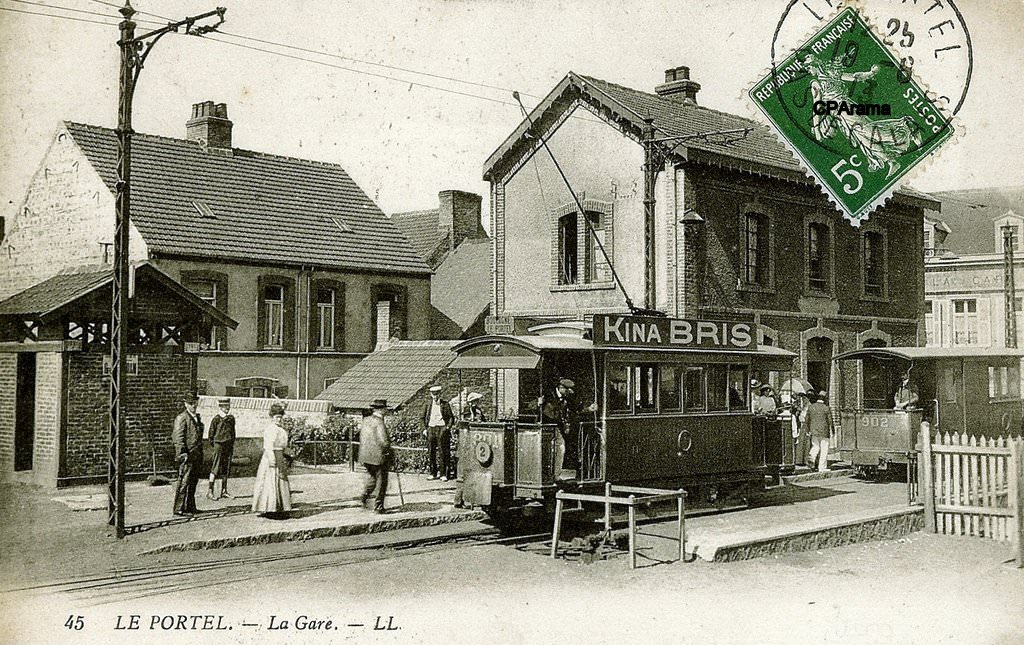
Motrice électrique série 801 à 804 avec une remorque voyageurs à l'arrière plan.

Pour l'exploitation de la ligne, les CEN achètent 4 motrices électriques tramways numérotées 801 à 804, construites en 1900, elles sont mises en service sur la ligne le 1er août 1900, les CEN disposent également de 6 remorques voyageurs. Les TEB emploient également du matériel propre sur la ligne. Des plaques de destination portant la mention Boulogne Le Portel sont apposées sur les motrices.